# Malagamastax dubiosa
Malagamastax dubiosa är en insektsart som beskrevs av Marius Descamps 1971. Malagamastax dubiosa ingår i släktet Malagamastax och familjen Euschmidtiidae. Inga underarter finns listade i Catalogue of Life.